# Колотушка (музыкальный инструмент)
Колоту́шка (бел. кало́тка, ляхо́тка; пол. kołatka) — ударный идиофон, один из сигнальных инструментов. Раньше в городах использовался сторожами и охранниками для отпугивания воров при обходе территории.
Основой колотушки служит небольшая дощечка с ручкой, или деревянный каркас-коробочка, обтянутый кожей или бычьим пузырём. На верхний конец колотушки привязывался на верёвке деревянный кусочек дерева, часто в виде шарика. Раскачивая колотушку заставляли кусочек дерева ударяться о поверхность каркаса или мембраны.
У белорусов и поляков колотушка состояла из прямоугольной дощечки с отверстием, в которое вставлена деревянная ручка. К верхней части ручки крепится молоток, сделанный из твёрдого дерева (обычно из дуба). Резким взмахом руки молоточек приводился в движение вокруг своей оси и ударял о дощечку. В католических костёлах её использовали во время поста, когда использование органов и колоколов было запрещено. 